# Tempio Malatestiano
Tempio Malatestiano (italijansko za Malatestov tempelj) je nedokončana stolna cerkev v Riminiju v Italiji. Uradno poimenovana po sv. Frančišku Asiškem, je dobila priljubljeno ime po Sigismondu Pandolfu Malatesti, ki je okoli leta 1450 naročil njeno rekonstrukcijo znanemu renesančnemu teoretiku in arhitektu Leonu Battisti Albertiju.

## Zgodovina
San Francesco je bila prvotno gotska cerkev iz 13. stoletja, ki je pripadala frančiškanom. Prvotna cerkev je imela pravokoten tloris brez stranskih kapel, enoladijska, ki se je končala s tremi apsidami. Osrednjo je verjetno poslikal Giotto, ki mu pripisujejo tudi razpelo, ki je danes v drugi desni kapeli.
Malatesta je Albertija kot svoje prvo cerkveno arhitekturno delo pozval, naj stavbo preoblikuje in jo naredi v nekakšen osebni mavzolej zanj in za njegovo ljubico in kasneje ženo Isotto degli Atti. Izvedba projekta je bila predana verončanu Matteu di Andrea de' Pastiju, ki je bil najet na dvoru rodbine Este. Od Albertijevega projekta ni bila nikoli zgrajena [[kupola]g, ki se pojavlja v Matteovi medalji za ustanovitev iz leta 1450 – podobna tisti v rimskem Panteonu in naj bi bila med največjimi v Italiji. Tudi zgornji del pročelja, ki naj bi vključeval dvokapni konec, ni bil nikoli dokončan, čeprav se je do zime 1454 povzpel na precejšnjo višino, saj je Malatestino bogastvo po izobčenju leta 1460 strmo upadlo in je struktura ob njegovi smrti leta 1466 ostala kot vidimo z nezgrajenim vzhodnim koncem. V dveh slepih arkadah ob strani vhodnega loka naj bi bila sarkofaga Sigismonda Pandolfa in Isotte, ki sta zdaj v notranjosti.
Dela za obnovo ladje so se začela kakšnih pet let pred tistimi na zunanji lupini, ki obdaja cerkev. Marmor za delo je bil vzet iz rimskih ruševin v Sant'Apollinare in Classe (blizu Ravene) in v Fanu.

## Pregled
Cerkev je takoj prepoznavna po široki marmorni fasadi, okrašeni s skulpturami, ki sta jih verjetno izdelala Agostino di Duccio in Matteo de' Pasti. Alberti je želel obnoviti in tekmovati z antičnimi rimskimi strukturami, in je tukaj njegov navdih črpal iz slavoloka, v katerem je bil njegov glavni navdih triločni  Konstantinov slavolok v Rimu. Toda kot je pripomnil Rudolf Wittkower, je narisal podrobnosti (podnožje, polstebre, diske, letve) iz Avgustovega loka. Velike arkade ob straneh spominjajo na rimske akvadukte. V vsakem slepem loku je sarkofag, gotska tradicija pokopa pod zunanjimi stranskimi oboki cerkve.
Vhodni portal ima nad vrati trikoten pediment, postavljen znotraj sredinskega loka; geometrijski okraski zapolnjujejo timpanon. V notranjosti, kjer se je Matteo de' Pasti v napisu zavzel za arhitekta, je pod velikimi arkadami na desni strani sedem kapelic z grobovi slavnih državljanov Riminija, vključno s tisto filozofa Gemista Pletha, čigar posmrtne ostanke, ki jih je prinesel nazaj Sigismondo Pandolfo iz njegovih vojn na Balkanu. Na levi strani ni kapelic (zunaj je zvonik iz 16. stoletja).
Takoj desno od glavnih vrat je grob Sigismonda Pandolfa. Naslednja kapela je posvečena sv. Sigismundu, zavetniku vojakov (Sigismondo Pandolfo je bil priznan kondotjer) in ima lepe skulpture Agostina di Duccia. Obstaja tudi freska Piera della Francesca, ki prikazuje Malatesto, ki kleči pred svetnikom (1451). Naslednja kapela (Cappella degli Angeli) hrani Isottin grob in Giottovo razpelo, ki naj bi bilo naslikano med njegovim bivanjem v Riminiju 1308-1312.
Naslednja kapela je Cappella dei Pianeti (»kapela planetov«), posvečena sv. Hieronimu. Zodiakalne figure so delo Agostino di Duccia. V njej je tudi zanimiva panorama Riminija, kakršen je bil v 15. stoletju. Nato sledi Kapela svobodnih umetnosti z di Ducciojevo upodobitvijo Filozofije, Retorike in Slovnice. Naslednja kapela otroških iger hrani grobnice prvih žena Sigismonda Pandolfa, Ginevre d'Este in Polissene Sforze, obkrožene z 61 figurami mladih angelov, ki se igrajo in plešejo, ponovno Agostino di Duccio.
Ostanki nekaterih Malatestinih prednikov so nameščeni v Cappella della Pietà z dvema kipom prerokov in desetimi sibilami. Za kapelo je, tako kot za številne druge prostore v cerkvi, značilna prisotnost monograma SI (iz začetnice imen Sigismondo in Isotta ali po drugi prvih dveh črk prvega) z vrtnico, slonom. in tri glave.

## Vrednotenje
Zaradi močne prisotnosti elementov, ki se nanašajo na zgodovino Malateste in na samega Sigismonda Pandolfa (zlasti njegove ljubice Isotte), so nekateri sodobniki cerkev smatrali za povzdigovanje poganstva. Papež Pij II., Sigismondov najbolj smrtonosni sovražnik, ga je razglasil za »polno poganskih bogov in svetnih stvari«.
== Uničenje in obnova
Cerkev je bila med [[druga svetovna vojna|drugo svetovno vojno]g močno poškodovana, nato pa je bila rekonstruirana z uporabo kosov, ki so jih iz ruševin rešili moški iz enote za spomenike, likovno umetnost in arhive, povezane z zavezniki. 